# 心生子
心生子（IAST：Manasputra）是一个梵文术语，构成是“心灵”和“儿子”。在印度教中，梵天从他的意识中创造儿女，这些仙人或圣贤包括生主、七仙人、第一代摩奴。这些孩子不是通过自然过程出生的。由于梵天为他们的父亲，梵天的妻子辯才天女被认为是他们名义上的母亲。

## 梵天的心生子
- 鸯耆罗（Angiras）诞生自梵天的口中[1]
- 阿低利（Atri）诞生自梵天的眼[1]或右鼻孔[2]
- 補羅斯底耶（Pulastya）诞生自梵天的右耳[1]
- 摩利支（Marichi）诞生自梵天的肩膀[2]或灵魂
- 补罗诃（Pulaha）诞生自梵天的肚脐[1]或左耳
- 迦罗都（Kratu）诞生自梵天的手掌[1]或左鼻孔[2]
- 婆利古（Bhrigu）诞生自梵天的皮肤[1]或心脏
- 极欲（Vashistha）诞生自梵天的呼吸[1]
- 陀刹（Daksha）诞生自梵天的右拇指[1]或右脚趾
- 钵罗苏底（Prasuti）或暗夜（Asikni）诞生自梵天的左拇指或左脚趾
- 那罗陀（Narada）诞生自梵天的腿部[3][1]
- 讇婆梵（Jambavan）诞生自梵天的哈欠[4]
- 支多羅笈多（Chitragupta）诞生自梵天的身体[5]
- 沙多楼波（Shatarupa）诞生自梵天的身体[6]
- 斯婆閻菩婆·摩奴（Svayambhuva Manu）诞生自梵天的身体[6]
- 赞歌神（Gayatri）诞生自梵天的身体
- 羯陀摩（Kardama ）诞生自梵天的影子[1][7]
- 阿闼婆（Atharvā ）诞生自梵天的脸[8]
- 正法神（Dharma）诞生自梵天的胸部[9][10][1]
- 非法神（Adharma）诞生自梵天的背部[1]
- 爱欲神（kama）诞生自梵天的心脏[10][1]
- 贪婪神（Lobha）诞生自梵天的下唇[1]
- 言语神（Speech）诞生自梵天的口中[1]
- 雪山神（Himavat ）
- 河流神诞生自梵天的生殖器[1]
  - 布拉马普特拉（Brahmaputra）
- 荒乱神（Nirṛti）诞生自梵天的肛门[1]
- 忿怒神（Krodha）诞生自梵天的眉毛[1]
- 火神（Agni）诞生自梵天的眉毛[10]
- 十一楼陀罗（Rudras）诞生自梵天眉间的怒火[10][1]
- 四童（英语：Four Kumaras）：[2]
  - 永童（Sanatkumara ）
  - 古昔（Sanaka）
  - 常在（Sanātana）
  - 有喜（Sanandana）
  - 利普（Ṛbhu）[11]
  - 永善生（Sanatsujāta）